# Orthospinus franciscensis
Orthospinus
Genre
Genre
Statut de conservation UICN

 LC  : Préoccupation mineure
Orthospinus franciscensis, unique représentant du genre Orthospinus, est une espèce de  poissons d'eau douce téléostéens de la famille des Characidae (ordre des Characiformes).

## Répartition
Orthospinus franciscensis est endémique du Brésil et se rencontre dans le bassin du rio São Francisco.

## Description
Orthospinus franciscensis mesure jusqu'à 74 mm, queue non comprise.

## Classification
L'espèce Orthospinus franciscensis a été décrite pour la première fois en 1914 par Eigenmann sous le protonyme Ephippicharax franciscoensis,.
En 1989, Roberto Esser dos Reis (d) crée le genre Orthospinus et l'y reclasse sous son taxon actuel.
Le genre Orthospinus a pour synonyme :
- Buritia Brant, 1974

L'espèce Orthospinus franciscensis a pour synonymes :
- Buritia cisalpinoi Brant, 1974
- Ephippicharax franciscoensis Eigenmann, 1929
- Fowlerina franciscensis Eigenmann, 1914
- Poptella franciscoensis (Eigenmann, 1929)

## Étymologie
Son épithète spécifique, composée de francisc[o] et du suffixe latin -ensis, « qui vit dans, qui habite », fait référence au rio São Francisco dont cette espèce est endémique.

## Publications originales
- Genre Orthospinus :
  - (en) Roberto Esser dos Reis, « Systematic revision of the Neotropical characid subfamily Stethaprioninae (Pisces, Characiformes) », Comunicaçoes do Museu de Ciências e Tecnologia da PUCRS, Brésil, zoologia, vol. 2, no 6,‎ 1989, p. 3-86 (ISSN 0100-3380).
- Espèce Orthospinus franciscensis, sous le taxon Ephippicharax franciscoensis :
  - (en) Carl H. Eigenmann et George S. Myers, « The American Characidae - Part V », Memoirs of the Museum of Comparative Zoology, Cambridge, vol. 43,‎ septembre 1929, p. 429-558 (ISSN 1067-8611, lire en ligne, consulté le 19 décembre 2023).